# Hermanowice (gromada)
Hermanowice – dawna gromada, czyli najmniejsza jednostka podziału terytorialnego Polskiej Rzeczypospolitej Ludowej w latach 1954–1972.
Gromady, z gromadzkimi radami narodowymi (GRN) jako organami władzy najniższego stopnia na wsi, funkcjonowały od reformy reorganizującej administrację wiejską przeprowadzonej jesienią 1954 do momentu ich zniesienia z dniem 1 stycznia 1973, tym samym wypierając organizację gminną w latach 1954–1972.
Gromadę Hermanowice z siedzibą GRN w Hermanowicach utworzono – jako jedną z 8759 gromad na obszarze Polski – w powiecie przemyskim w woj. rzeszowskim na mocy uchwały nr 30/54 WRN w Rzeszowie z dnia 5 października 1954. W skład jednostki weszły obszary dotychczasowych gromad Hermanowice, Rożubowice i Stanisławczyk ze zniesionej gminy Przemyśl oraz obszary dotychczasowych gromad Malhowice, Kupiatycze, Koniuszki i Darowice ze zniesionej gminy Fredropol w tymże powiecie. Dla gromady ustalono 16 członków gromadzkiej rady narodowej.
W 1971 roku gromada Hermanowice liczyła 2062 mieszkańców, zamieszkujących miejscowości: Darowice (250) Hermanowice (587), Koniuszki (88), Kupiatycze (374), Malhowice (252), Rożubowice (330) i Stanisławczyk (181).
Gromada przetrwała do końca 1972 roku, czyli do kolejnej reformy gminnej.